# ترودووی (استان آمور)
ترودووی (به لاتین: Trudovoy) یک منطقهٔ مسکونی در روسیه است که در استان آمور واقع شده‌است.